# Finlandia en los Juegos Paralímpicos de Londres 2012
Finlandia estuvo representada en los Juegos Paralímpicos de Londres 2012 por un total de 35 deportistas, 21 hombres y 14 mujeres.

## Medallistas
El equipo paralímpico finlandés obtuvo las siguientes medallas:
| Nombre                                                                                               | Deporte       | Evento                                        |
| --- | ------------- | --------------------------------------------- |
| Oro                                                                                                  |               |                                               |
| Toni Piispanen                                                                                       | Atletismo     | 100 m T51 masculino                           |
| Leo-Pekka Tähti                                                                                      | Atletismo     | 100 m T54 masculino                           |
| Toni Alenius Jarno Mattila Erkki Miinala Ville Eemil Montonen Tuomas Antero Nousu Petri Kalevi Posio | Golbol        | Torneo masculino                              |
| Jere Forsberg                                                                                        | Tiro con arco | Compuesto individual clase abierta masculino  |
| Plata                                                                                                |               |                                               |
| Katja Karjalainen                                                                                    | Hípica        | Doma individual estilo libre grado «Ib» mixto |
| Bronce                                                                                               |               |                                               |
| Marjaana Huovinen                                                                                    | Atletismo     | Jabalina F52/53/33/34 femenino                |